# Praefectus fabrum
Il Praefectus fabrum fu uno dei responsabili tra gli ufficiali di campo dell'esercito romano, presente esclusivamente nelle legioni (non quindi nelle truppe ausiliarie), il cui compito era di comandare e coordinare il genio militare almeno fino al II secolo. Secondo il Keppie questo ruolo rimase attivo fino all'Imperatore Claudio.

## Ruolo
Egli coordinava un numero considerevole di fabri, tignarii, structores, carpentarii ferrari, costruttori di edifici e macchine d'assedio, gromatici ("geometri" con il compito di stabilire la pendenza del campo da costruire), metatores (coloro che precedevano l'esercito e ne tracciavano i confini dell'accampamento), a supporto degli alti ufficiali (dal legatus legionis, al tribunus laticlavius ed al praefectus castrorum) nel superamento di ostacoli materiali per raggiungere gli obiettivi militari prefissati.
L'ingegneria militare dell'antica Roma era insita nella cultura militare del legionario che per sua natura portava sempre con sé un gladio (gladius), un paio di giavellotti (pilum) ed una pala da lavoro per costruire prima di tutto il campo di marcia a fine giornata, oltre a ponti, strade, armi da assedio, ed altro.
In numerose carriere attestate nelle fonti epigrafiche un praefectus fabrum poteva poi ricoprire o aver ricoperto altri ruoli militari come quello di centurione primus pilus di legione romana, tribunus militum sempre di legione, praefectus castrorum, praefectus alae. fino ad accedere a quello più prestigioso di tribunus militum della guardia pretoriana. Esso costituiva di norma il grado propedeutico alla carriera militare equestre (tres militiae), che si articolava negli incarichi di praefectus cohortis, tribunus militum angusticlavium (uno dei cinque) e praefectus alae.